# Estació de Castellnou de Seana
Castellnou de Seana és una estació de ferrocarril propietat d'adif situada al sud de la població de Castellnou de Seana a la comarca del Pla d'Urgell. L'estació es troba a la línia Barcelona-Manresa-Lleida i hi tenen parada trens de la línia R12 dels serveis regionals de Rodalies de Catalunya, operat per Renfe Operadora.
Aquesta estació de la línia de Manresa o Saragossa va entrar en funcionament l'any 1860 quan va entrar en servei el tram construït per la Companyia del Ferrocarril de Saragossa a Barcelona entre Manresa (1859) i Lleida. L'edifici original es troba en estat ruïnós, i els passatgers s'aixopluguen en una marquesina instal·lada posteriorment.
L'any 2016 va registrar l'entrada de 1.000 passatgers.

## Serveis ferroviaris
| Rodalia de Lleida      |        |                           |          |                        |
| Procedència/Destinació | <      | Línia                     | >        | Procedència/Destinació |
| Lleida Pirineus        | Golmés |                           | Bellpuig | Cervera                |
| Lleida Pirineus        | Golmés | Terrassa Estació del Nord | Bellpuig |                        |